# Nicolas Joseph Maison
Nicolas Joseph Maison (Épinay-sur-Seine, 19 dicembre 1771 – Parigi, 13 febbraio 1840) è stato un generale francese, maresciallo di Francia, ministro degli Affari esteri e ministro della Guerra.

## Biografia

### Rivoluzione francese

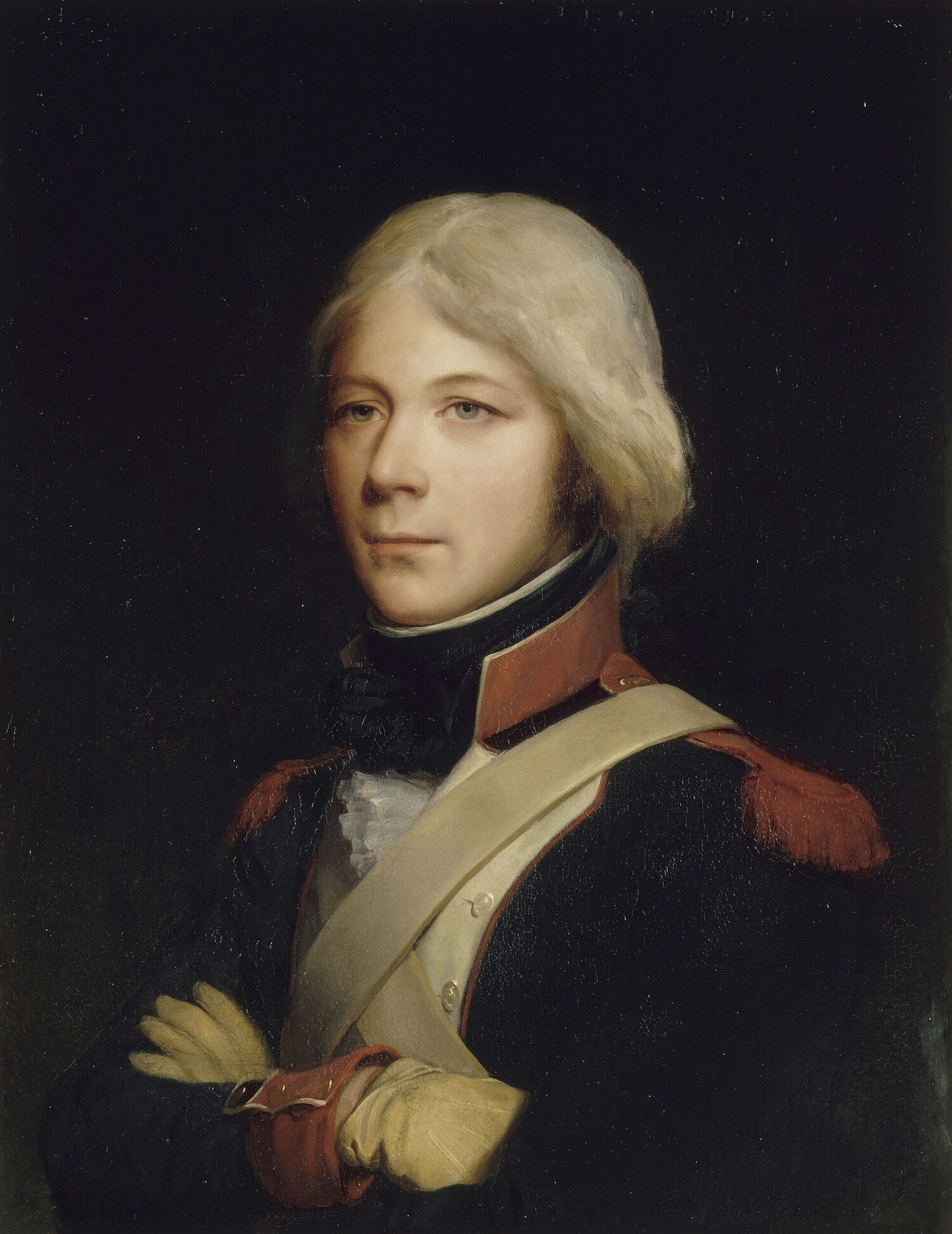
Nicolas Joseph Maison, granatiere del I battaglione di Parigi nel 1792, (ritratto di Léon Cogniet, 1834)

Nel 1789 Nicolas Maison si arruolò nella Guardia nazionale, dove salì di grado sino a diventare capitano nel 1791. Maison entrò nei battaglioni di volontari di Parigi il 22 luglio 1792, e servì sin dal principio delle guerre rivoluzionarie nella fanteria. Raggiunse nuovamente il grado di capitano nell'agosto 1792, ma fu denunciato e degradato il 5 dicembre 1793. Fece la campagna nel 1794 nell'Armata del Nord e prese parte alla battaglia di Fleurus. Fu nuovamente nominato capitano il 1º maggio 1796.
Aggregato, sino al 1797, alla divisione comandata da Bernadotte, Maison divenne chef de bataillon nel luglio 1796 dimostrando in ogni occasione il proprio valore.
Nominato nel 1799 aiutante generale e primo aiutante di campo di Bernadotte, allora ministro della Guerra, fu incaricato di una missione presso l'Armata del Reno, e respinse presso Mannheim gli ussari di Szecklers che minacciavano la cavalleria francese. Nel 1800 ricevette una grave ferita presso il villaggio di Schout (Paesi Bassi) nell'attacco di un contingente anglo-russo.

### Primo Impero
Nel 1805 raggiunse il I Corpo d'armata della Grande Armée e raccolse la sua parte di gloria ad Austerlitz. Divenne generale di brigata durante la campagna di Prussia del 1806, servendo nel corpo d'armata di Bernadotte. Prese parte alla battaglia di Jena. Poco dopo partecipò all'inseguimento dell'armata prussiana, attraversando per primo la Saale per incalzare il principe di Württemberg ed entrò quindi a Lubecca.
Nel 1807 fu nominato capo di Stato Maggiore del I Corpo d'armata e partecipò alla campagna terminata con la Pace di Tilsit.
Nel 1808 servì in Spagna sotto il maresciallo Victor e si distinse alla battaglia di Espinosa. Nell'attacco di Madrid ebbe il piede destro fracassato da una palla, cosa che lo obbligò a tornare in Francia.
Nel 1809, durante lo sbarco inglese in Olanda, era ad Anversa con Bernadotte; in seguito, dopo l'evacuazione dell'isola di Walkeren, comandò successivamente a Bergen op Zoom, a Rotterdam e al campo di Utrecht.
Nel 1812 partecipò alla campagna di Russia. Fu promosso generale di divisione alla Beresina e creato barone. Dopo che il maresciallo Oudinot venne ferito, Maison prese il comando del II Corpo d'armata e ordinò la ritirata sulla Vistola.
Nel 1813 alla testa del V Corpo d'armata sconfisse i prussiani a Möckern e prese la città di Halle. Fu lui che, il giorno stesso della battaglia di Lützen, marciò su Lipsia, se ne impadronì ed impedì al nemico di distruggere i ponti sull'Elster Bianco. A Bautzen, con due reggimenti, respinse le cariche combinate di sei colonne di cavalleria e le mise in rotta. Venne ferito alla battaglia di Wachau e a quella di Lipsia. Dopo la sconfitta del maresciallo Macdonald a Katzbach fu incaricato di condurre la ritirata.
Dopo la battaglia di Lipsia fu decorato dalla Grand Croix della Legion d'onore e creato conte.
Nel gennaio 1814 comandò il I Corpo d'armata incaricato di difendere il Belgio e il porto di Anversa. Difese per qualche tempo, malgrado una notevole inferiorità numerica, gli accessi ad Anversa. La sua intenzione era di portarsi su Parigi a marce forzate: era già diretto su Valenciennes per attaccare i Sassoni, quando seppe dell'abdicazione di Napoleone. Concluse allora un armistizio e raggiunse Lilla, da cui comunicò la sua adesione al nuovo governo.

### Restaurazione
Dopo l'abdicazione dell'Impero si avvicinò a Luigi XVIII, che lo ammise all'Ordine di San Luigi.
Durante i Cento Giorni rimase leale ai Borbone. Il 20 marzo 1815 Maison, nominato governatore di Parigi, accompagnò Luigi XVIII a Gand.
Dopo la battaglia di Waterloo gli fu affidato il comando della 1ª Divisione militare. Incaricato di giudicare il maresciallo Ney, accusato di tradimento per essersi schierato con Napoleone, si dichiarò incompetente come molti suoi colleghi. La cosa gli valse la retrocessione in grado, e la destinazione al comando dell'8ª Divisione a Marsiglia.
L'Imperatore lo aveva creato barone e conte, i Borbone lo fecero marchese nel 1816 e pari di Francia.
Nel 1828 Carlo X gli affidò il comando della spedizione di Morea, contro Ibrāhīm Pascià. Al suo ritorno in Francia nel 1829 fu nominato maresciallo di Francia.

### Monarchia di Luglio
Aderì alla Rivoluzione di luglio. Nel 1830 accettò da Luigi Filippo la missione di recarsi con Odilon Barrot ed Auguste de Schonen presso i principi deposti per convincerli a lasciare la Francia.
Il 4 novembre 1830 divenne ministro degli Affari esteri, carica che tenne per due settimane; poi fu nominato ambasciatore a Vienna e quindi a San Pietroburgo nel 1833.
Il 30 aprile 1835 divenne ministro della Guerra, funzione che occupò sino al ritiro dalla vita pubblica, il 19 settembre 1836.
Morì a Parigi il 13 febbraio 1840.